# Afstand van het eerste gebruik

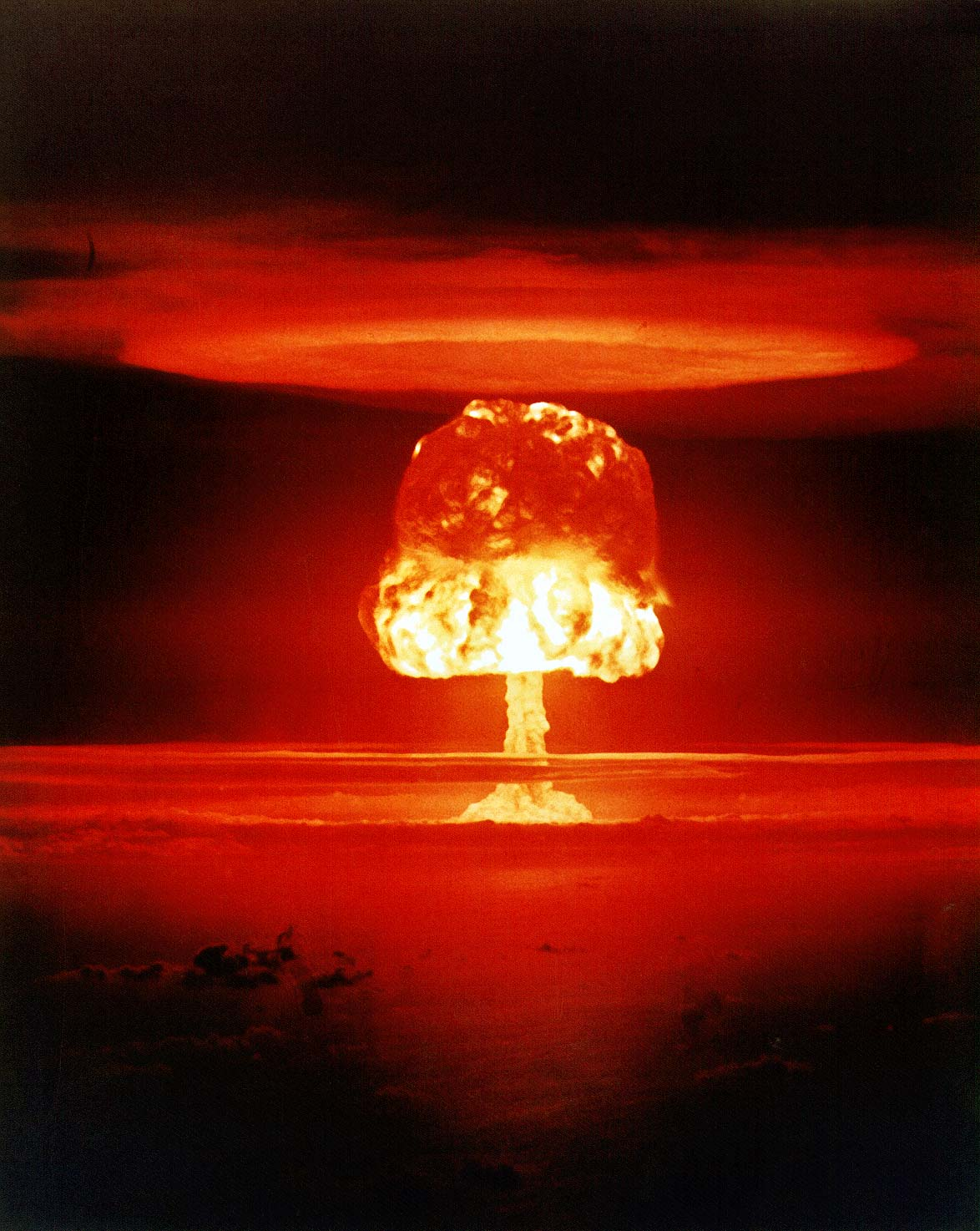
Een kernontploffing tijdens de Castle Romeo kernproef in 1954.

In een nucleaire strategie verwijst de beleidsregel Afzien van het eerste gebruik (Engels: No-first-use of NFU) naar de vrijwillige en officieel verklaarde eenzijdige verbintenis van een kernmacht om zijn eigen kernwapens niet te gebruiken in geval van een militair conflict zolang er geen aanval met kernwapens wordt uitgevoerd op het eigen grondgebied of tegen de eigen bevolking.
Soms wordt de beleidsregel om af te zien van het gebruik van kernwapens tegen landen die zelf geen kernwapens bezitten ook onder afzien van het eerste gebruik geschaard.
Het afzien van het eerste gebruik is een controversieel onderwerp gebleven sinds de atoombommen op Hiroshima en Nagasaki in augustus 1945 door de Verenigde Staten, en de daaropvolgende ontwikkeling van kernwapens door andere landen. Tot dusver hebben van de bekende kernmachten alleen de Volksrepubliek China en India officieel aangekondigd af te zien van het eerste gebruik.

## Geschiedenis

### Koude Oorlog
Tijdens de Koude Oorlog tussen de NAVO en de Sovjet-Unie en haar bondgenoten in het Warschaupact (1945-1989) gold aan NAVO-zijde van 1954 tot 1967 de strategie van massale vergelding (Engels: Massive Retaliation). Deze strategie was gebaseerd op het nucleaire machtsoverwicht van de VS met hun lange-afstandsbommenwerpers onder het Strategic Air Command. Volgens deze doctrine zou een invasie van West-Europa met een verondersteld Sovjet-overwicht in conventionele strijdkrachten onmiddellijk zijn beantwoord door een massale tegenaanval met Amerikaanse kernwapens. Toen echter einde van de jaren vijftig de Sovjet-Unie kon beschikken over intercontinentale raketten, en vooral na de lancering van de eerste Spoetnik-satellieten, bleek een kernoorlog meer en meer neer te komen op een wederzijdse gegarandeerde vernietiging (Mutual assured destruction of MAD). Daarom werd sedert 1967 het concept ingevoerd van een stapsgewijze maar onvoorspelbare reactie op een aanval van het Warschaupact: de Flexible response strategy, die tot het einde van de Koude Oorlog werd aangehouden.

### Na 1989
Ook na de Koude Oorlog werd het afschrikkingseffect van een nucleaire eerste aanval aangevoerd als het belangrijkste argument om deze optie te handhaven, wat nog steeds het geval is voor de NAVO en de landen die niet formeel een Afstand van het eerste gebruik hebben afgekondigd.

## Positie van de NAVO-kernmachten

### Verenigde Staten
Sedert het einde van de Koude Oorlog staat het standpunt van de VS in de Nuclear Posture Review (NPR), waarvan een eerste versie in 1993-1994 (regering-Clinton) tot stand kwam. Deze NPR’s, waarvan alleen de inleiding is vrijgegeven, werden herzien in 2002, 2010 en 2018. In 2002 (regering-Bush) werd het concept van de “nucleaire triade” voorgesteld (kernraketten op land en in onderzeeërs, naast strategische bommenwerpers). In de NPR 2010 (regering-Obama) werd afgezien van de ontwikkeling van nieuwe kernwapens, zoals de door de regering-Bush voorgestelde bunkerbusters, en werd een kernaanval uitgesloten tegen niet-kernwapenstaten die het Non-proliferatieverdrag naleven.:p. 5  Deze voorwaarde zou met name Iran en Noord-Korea uitsluiten. De NPR 2018 (regering-Trump) introduceert kernwapens met een kleinere lading. Dit suggereert dat de VS zouden overwegen kernwapens te gebruiken bij een regionaal conflict op kleinere schaal, in plaats van een totale kernoorlog. Voorts is de VS niet van plan het Alomvattend kernstopverdrag te ratificeren, noch toe te treden tot het Verdrag inzake het verbod op kernwapens.
Een belangrijke toevoeging bij de NPR is Essentials of Post–Cold War Deterrence (“Essentiële principes van afschrikking na de Koude Oorlog”), een beleidsnota uit 1995 van USSTRATCOM. De nota, die de huidige militaire strategie en het buitenlands beleid van de VS schetst, is opmerkelijk omdat het (a) expliciet pleit voor ambiguïteit met betrekking tot "wat is toegestaan" voor andere naties, en (b) omdat het "irrationaliteit", of preciezer gezegd de perceptie daarvan, een belangrijk instrument noemt in de afschrikkingsstrategie. Het document beweert dat het militair afschrikkend vermogen van de VS minder geloofwaardig zou zijn wanneer Amerikaanse leiders overkomen als volledig rationeel en koelbloedig, met als toelichting: Het feit dat bepaalde situaties ‘chaotisch’ lijken, kan gunstig zijn voor het creëren en versterken van angsten en twijfels in de hoofden van de tegenstander. Dit gevoel van angst is een essentieel en effectief onderdeel van de afschrikking. Dat de VS “irrationeel en wraakzuchtig” kan worden als haar vitale belangen worden aangevallen, moet deel uitmaken van het nationale “karakter” dat wij tegenover alle tegenstanders uitdragen.

### Verenigd Koninkrijk
In 2003 verklaarde Geoff Hoon, toenmalig Brits minister van Defensie, vóór het begin van de Irakoorlog dat het Verenigd Koninkrijk kernwapens zou gebruiken als de eigen troepen met chemische of biologische wapens werden aangevallen. Een soortgelijke verklaring had de toenmalige Amerikaanse president George H.W. Bush reeds vóór de Golfoorlog van 1990-1991 tegenover de Iraakse regering afgelegd.

### Frankrijk
Het Franse kernwapenarsenaal, de Force de frappe, is voornamelijk als afschrikking bedoeld, en werd dan ook na 1961 omdoopt tot Force de dissuasion. Toch kondigde de Franse president Jacques Chirac op 19 januari 2006 aan dat Frankrijk zich het recht voorbehoudt om op "niet-conventionele" wijze vergeldingsmaatregelen te nemen tegen staten die terroristische middelen tegen het land of zijn bondgenoten gebruiken.

## Positie van de overige kernmachten

### China en India
Van de bekende kernmachten hebben tot nu toe China en India als enige officieel aangekondigd af te zien van het eerste gebruik van kernwapens.

### Israël
Hoewel Israël officieel niet bevestigt of ontkent kernwapens te bezitten, wordt algemeen aangenomen dat het land er wel heeft. Die dubbelzinnige houding brengt het land in een moeilijke positie, aangezien een verklaring van Afzien van het eerste gebruik het bezit van kernwapens zou bevestigen. Israël heeft wel gezegd dat het "niet het eerste land in het Midden-Oosten zou zijn dat formeel kernwapens in de regio introduceert". Volgens de Israëlische historicus Avner Cohen volgt Israëls beleid inzake kernwapens vier "rode lijnen" die zouden kunnen leiden tot een Israëlische nucleaire reactie:
- een succesvolle militaire penetratie in bevolkte gebieden binnen Israëls grenzen
- de vernietiging van de Israëlische luchtmacht
- massale en verwoestende luchtbombardementen, chemische aanvallen of biologische aanvallen op Israëlische steden
- het gebruik van kernwapens tegen Israël.

### Noord-Korea
Hoewel Noord-Korea in 2006 onder Kim Jong-il verklaarde af te zien van een eerste aanval, heeft het in de jaren daarna onder Kim Jong-un de Verenigde Staten en Zuid-Korea herhaaldelijk bedreigd met een eerste gebruik van kernwapens. Toch verklaarde Kim in mei 2016 dat Noord-Korea zijn kernwapens alleen zou gebruiken in geval van een "bedreiging van zijn soevereiniteit door vijandige mogendheden".

### Pakistan
Pakistan weigert afstand van het eerste gebruik te nemen en geeft aan dat het zelfs kernwapens zou lanceren als de andere partij niet eerst dergelijke wapens zou gebruiken. Die asymmetrische nucleaire houding van Pakistan verhinderde India om vergeldingsmaatregelen te nemen, zoals is gebleken na de aanslagen van 13 december 2001, waarop India relatief matig reageerde.

### Rusland
Ten tijde van de Koude Oorlog had de Sovjet-Unie de NAVO-kernmachten herhaaldelijk opgeroepen tot wederzijdse verbintenis om af te zien van het eerste gebruik van kernwapens. In 1982 nam de Sovjet-Unie formeel een dergelijke beleidsregel aan. Die verklaring werd in het Westen echter gezien als een poging om de positie van de Verenigde Staten te verzwakken tegenover haar Europese bondgenoten, die meestal sceptisch of zelfs tegen kernwapens waren. Tijdens de Able Archer 83-crisis bleek trouwens dat de Sovjet-Unie als tegenzet een “eerste” kernaanval overwoog.
Na het uiteenvallen van de Sovjet-Unie draaide de Russische Federatie dit beleid in 1993 formeel terug vanwege de zwakte van de Russische strijdkrachten in het post-Sovjettijdperk. Deze houding werd bevestigd in 2014 en in 2020.
Wat specifiek kernwapens betreft, behoudt Rusland zich het recht voor om kernwapens te gebruiken:
- als reactie op het gebruik van nucleaire en andere soorten massavernietigingswapens tegen Rusland of zijn bondgenoten
- in geval van agressie tegen Rusland met het gebruik van conventionele wapens wanneer het bestaan zelf van de staat wordt bedreigd.

Rusland en China sloten een akkoord om wederzijds af te zien van het eerste gebruik van kernwapens in een vriendschapsverdrag uit 2001.

## Rechtsgrond
De beleidsregel Afzien van het eerste gebruik is juridisch gezien een vrijwillige en niet-bindende verklaring zonder internationaal rechtelijke gevolgen. Een dergelijke verklaring wordt over het algemeen wel beschouwd als een belangrijke vertrouwenwekkende maatregel in de betrekkingen tussen landen onderling.
De vraag of, en zo ja onder welke voorwaarden, het gebruik van kernwapens of de dreiging daarmee verenigbaar is met het internationaal recht, raakt aan verschillende rechtsnormen en verdragen, onder meer:
- het Handvest van de Verenigde Naties;
- het internationaal humanitair recht, meer bepaald de Geneefse Conventies, de Haagse Conventies en het daaruit voortvloeiende verbod op onder meer het gebruik van wapens en oorlogsmethoden die geen onderscheid maken tussen militaire en civiele doelen;
- het genocideverdrag;
- de mensenrechtenverdragen;
- het milieurecht;
- de ontwapeningsverdragen.

Het Internationaal Gerechtshof heeft zich op een verzoek uit 1994 van de Algemene Vergadering van de Verenigde Naties in 1996 over de kwestie van het gebruik van kernwapens gebogen, maar onthield zich uiteindelijk van een definitief oordeel hierover.